# Dirka po Italiji 1966
Dirka po Italiji 1966 (italijansko Giro d'Italia 1966) je 49. izvedba dirke po Italiji, tritedenske moške cestne kolesarske etapne dirke. Začela se je 18. maja v Monte Carlu in končala 9. junija v Trstu. Sodelovalo je 100 kolesarjev iz 10-ih ekip. Rožnato majico je prvič osvojil Gianni Motta (Molteni), drugo mesto Italo Zilioli (Sanson), tretje pa Jacques Anquetil (Ford France–Hutchinson). Rdečo majico je osvojil Gianni Motta, zeleno majico pa Franco Bitossi (Filotex).

## Ekipe
- Bianchi–Mobylette
- Filotex
- Ford France–Hutchinson
- Legnano–Pirelli
- Mainetti
- Dr. Mann–Grundig
- Molteni
- Salvarani
- Sanson
- Vittadello

## Etape
| Etapa | Datum    | Štart/Cilj                          | Razdalja    | Tip         | Tip                  | Zmagovalec                 |             |
| ----- | -------- | ----------------------------------- | ----------- | ----------- | -------------------- | -------------------------- | ----------- |
| 1     | 18. maj  | Monte Carlo (Monako) – Diano Marina | 149 km      |             | gorska etapa         | Vito Taccone (ITA)         |             |
| 2     | 19. maj  | Imperia – Monesi                    | 60 km       |             | gorska etapa         | Julio Jiménez (ESP)        |             |
| 3     | 20. maj  | Diano Marina – Genova               | 120 km      |             | ravninska etapa      | Severino Andreoli (ITA)    |             |
| 4     | 21. maj  | Genova – Viareggio                  | 241 km      |             | gorska etapa         | Giovanni Knapp (ITA)       |             |
| 5     | 22. maj  | Viareggio – Chianciano Terme        | 222 km      |             | ravninska etapa      | Vendramino Bariviera (ITA) |             |
| 6     | 23. maj  | Chianciano Terme – Rim              | 226 km      |             | ravninska etapa      | Raffaele Marcoli (ITA)     |             |
| 7     | 24. maj  | Rim – Rocca di Cambio               | 158 km      |             | gorska etapa         | Rudi Altig (GER)           |             |
| 8     | 25. maj  | Rocca di Cambio – Neapelj           | 238 km      |             | ravninska etapa      | Marino Basso (ITA)         |             |
| 9     | 26. maj  | Neapelj – Campobasso                | 210 km      |             | ravninska etapa      | Vincent Denson (GBR)       |             |
| 10    | 27. maj  | Campobasso – Giulianova             | 221 km      |             | ravninska etapa      | Dino Zandegù (ITA)         |             |
| 11    | 28. maj  | Giulianova – Cesenatico             | 229 km      |             | ravninska etapa      | Rudi Altig (GER)           |             |
| 12    | 29. maj  | Cesenatico – Reggio Emilia          | 206 km      |             | ravninska etapa      | Dino Zandegù (ITA)         |             |
| 13    | 30. maj  | Parma – Parma                       | 46 km       |             | posamični kronometer | Vittorio Adorni (ITA)      |             |
|       | 31. maj  | dan počitka                         | dan počitka | dan počitka | dan počitka          | dan počitka                | dan počitka |
| 14    | 1. junij | Parma – Arona                       | 267 km      |             | gorska etapa         | Franco Bitossi (ITA)       |             |
| 15    | 2. junij | Arona – Brescia                     | 196 km      |             | gorska etapa         | Julio Jiménez (ESP)        |             |
| 16    | 3. junij | Brescia – Bezzecca                  | 143 km      |             | gorska etapa         | Franco Bitossi (ITA)       |             |
| 17    | 4. junij | Riva del Garda – Levico Terme       | 239 km      |             | gorska etapa         | Gianni Motta (ITA)         |             |
| 18    | 5. junij | Levico Terme – Bolzano              | 137 km      |             | gorska etapa         | Michele Dancelli (ITA)     |             |
| 19    | 6. junij | Bolzano – Moena                     | 100 km      |             | gorska etapa         | Gianni Motta (ITA)         |             |
| 20    | 7. junij | Moena – Belluno                     | 215 km      |             | gorska etapa         | Felice Gimondi (ITA)       |             |
| 21    | 8. junij | Belluno – Vittorio Veneto           | 181 km      |             | gorska etapa         | Pietro Scandelli (ITA)     |             |
| 22    | 9. junij | Vittorio Veneto – Trst              | 172 km      |             | ravninska etapa      | Vendramino Bariviera (ITA) |             |
|       | Skupaj   | Skupaj                              | 3976 km     | 3976 km     | 3976 km              | 3976 km                    | 3976 km     |

## Razvrstitev po klasifikacijah
| Etapa  | Zmagovalec           | Rožnata majica · | Rdeča majica · | Zelena majica · | Ekipno                 |
| ------ | -------------------- | ---------------- | -------------- | --------------- | ---------------------- |
| 1      | Vito Taccone         | Vito Taccone     | Vito Taccone   | brez            | Bianchi–Mobylette      |
| 2      | Julio Jiménez        | Julio Jiménez    | Felice Gimondi | Julio Jiménez   | Ford France–Hutchinson |
| 3      | Severino Andreoli    | Julio Jiménez    | Felice Gimondi | Julio Jiménez   | Ford France–Hutchinson |
| 4      | Giovanni Knapp       | Julio Jiménez    | Gianni Motta   | Julio Jiménez   | Vittadello             |
| 5      | Vendramino Bariviera | Julio Jiménez    | Vito Taccone   | Julio Jiménez   | Vittadello             |
| 6      | Raffaele Marcoli     | Julio Jiménez    | Vito Taccone   | Julio Jiménez   | Vittadello             |
| 7      | Rudi Altig           | Julio Jiménez    | Vito Taccone   | Julio Jiménez   | Molteni                |
| 8      | Marino Basso         | Julio Jiménez    | Vito Taccone   | Julio Jiménez   | Molteni                |
| 9      | Vincent Denson       | Julio Jiménez    | Gianni Motta   | Julio Jiménez   | Ford France–Hutchinson |
| 10     | Dino Zandegù         | Julio Jiménez    | Vito Taccone   | Julio Jiménez   | Ford France–Hutchinson |
| 11     | Rudi Altig           | Julio Jiménez    | Rudi Altig     | Julio Jiménez   | Molteni                |
| 12     | Dino Zandegù         | Julio Jiménez    | Rudi Altig     | Julio Jiménez   | Molteni                |
| 13     | Vittorio Adorni      | Vittorio Adorni  | Rudi Altig     | Julio Jiménez   | Molteni                |
| 14     | Franco Bitossi       | Vittorio Adorni  | Rudi Altig     | Julio Jiménez   | Molteni                |
| 15     | Julio Jiménez        | Gianni Motta     | Gianni Motta   | Julio Jiménez   | Molteni                |
| 16     | Franco Bitossi       | Gianni Motta     | Gianni Motta   | Julio Jiménez   | Molteni                |
| 17     | Gianni Motta         | Gianni Motta     | Gianni Motta   | Julio Jiménez   | Molteni                |
| 18     | Michele Dancelli     | Gianni Motta     | Gianni Motta   | Julio Jiménez   | Molteni                |
| 19     | Gianni Motta         | Gianni Motta     | Gianni Motta   | Julio Jiménez   | Molteni                |
| 20     | Felice Gimondi       | Gianni Motta     | Gianni Motta   | Franco Bitossi  | Molteni                |
| 21     | Pietro Scandelli     | Gianni Motta     | Gianni Motta   | Franco Bitossi  | Molteni                |
| 22     | Vendramino Bariviera | Gianni Motta     | Gianni Motta   | Franco Bitossi  | Molteni                |
| Skupaj | Skupaj               | Gianni Motta     | Gianni Motta   | Franco Bitossi  | Molteni                |

## Končna razvrstitev
| Legenda | Legenda                                    | Legenda | Legenda                         |
| ------- | ------------------------------------------ | ------- | ------------------------------- |
|         | Predstavlja vodilnega v skupnem seštevku   |         | Predstavlja vodilnega po točkah |
|         | Predstavlja vodilnega v gorski razvrstitvi |         |                                 |

### Rožnata majica
| Poz. | Kolesar                | Ekipa                  | Čas          |
| ---- | ---------------------- | ---------------------- | ------------ |
| 1    | Gianni Motta (ITA)     | Molteni                | 111h 10' 48" |
| 2    | Italo Zilioli (ITA)    | Sanson                 | + 3' 57"     |
| 3    | Jacques Anquetil (FRA) | Ford France–Hutchinson | + 4' 40"     |
| 4    | Julio Jiménez (ESP)    | Ford France–Hutchinson | + 5' 44"     |
| 5    | Felice Gimondi (ITA)   | Salvarani              | + 6' 47"     |
| 6    | Franco Balmamion (ITA) | Sanson                 | + 7' 27"     |
| 7    | Vittorio Adorni (ITA)  | Salvarani              | + 8' 00"     |
| 8    | Franco Bitossi (ITA)   | Filotex                | + 9' 24"     |
| 9    | Vito Taccone (ITA)     | Vittadello             | + 11' 42"    |
| 10   | Rolf Maurer (SUI)      | Filotex                | + 20' 28"    |

### Zelena majica
| Poz. | Kolesar                   | Ekipa                  | Točke |
| ---- | ------------------------- | ---------------------- | ----- |
| 1    | Franco Bitossi (ITA)      | Filotex                | 490   |
| 2    | Julio Jiménez (ESP)       | Ford France–Hutchinson | 320   |
| 3    | Gianni Motta (ITA)        | Molteni                | 160   |
| 4    | Italo Zilioli (ITA)       | Sanson                 | 150   |
| 5    | Silvano Schiavon (ITA)    | Legnano–Pirelli        | 120   |
| 6    | Ambrogio Portalupi (ITA)  | Vittadello             | 110   |
| 7    | Graziano Battistini (ITA) | Vittadello             | 80    |
| 7    | Marcello Mugnaini (ITA)   | Filotex                | 80    |
| 9    | Rudi Altig (FRG)          | Molteni                | 70    |
| 10   | Flaviano Vicentini (ITA)  | Legnano–Pirelli        | 60    |
| 10   | Jacques Anquetil (FRA)    | Ford France–Hutchinson | 60    |

### Rdeča majica
| Poz. | Kolesar                | Ekipa                  | Točke |
| ---- | ---------------------- | ---------------------- | ----- |
| 1    | Gianni Motta (ITA)     | Molteni                | 228   |
| 2    | Rudi Altig (FRG)       | Molteni                | 162   |
| 3    | Vito Taccone (ITA)     | Vittadello             | 152   |
| 4    | Franco Bitossi (ITA)   | Filotex                | 147   |
| 5    | Dino Zandegù (ITA)     | Bianchi–Mobylette      | 134   |
| 6    | Jacques Anquetil (FRA) | Ford France–Hutchinson | 133   |
| 7    | Felice Gimondi (ITA)   | Salvarani              | 130   |
| 8    | Jos Huysmans (BEL)     | Dr. Mann–Grundig       | 119   |
| 9    | Italo Zilioli (ITA)    | Sanson                 | 114   |
| 10   | Vittorio Adorni (ITA)  | Salvarani              | 106   |
| 10   | Michele Dancelli (ITA) | Molteni                | 106   |

### Ekipna razvrstitev
| Poz. | Ekipa                  | Točke |
| ---- | ---------------------- | ----- |
| 1    | Molteni                | 3276  |
| 2    | Ford France–Hutchinson | 2469  |
| 3    | Filotex                | 1752  |
| 4    | Sanson                 | 1732  |
| 5    | Bianchi–Mobylette      | 1722  |
| 6    | Vittadello             | 1623  |
| 7    | Salvarani              | 1496  |
| 8    | Dr. Mann–Grundig       | 1242  |
| 9    | Mainetti               | 921   |
| 10   | Legnano–Pirelli        | 777   |